# Nils Ericsonsgymnasiet

Nils Ericsonsgymnasiet är en gymnasieskola i Trollhättan. Skolan kallas i folkmun för "Nisse", och har ett drygt tusental elever fördelade på fem nationella program, samt de individuella programmen. Skolan ingår sedan januari 2013 i Kunskapsförbundet Väst, det kommunalförbund som bildats av Trollhättans stad och Vänersborgs kommun för att samordna de frivilliga skolformerna.

## Program
- Introduktionsprogrammen
- Industriprogrammet (ITU)
- Naturvetenskapsprogrammet
- VVS- och fastighetsprogrammet
- Vård och omsorgsprogrammet
- Teknikprogrammet

## Historik
1959 grundades Nils Ericsonsgymnasiet, och utvecklades till att vara ett stort tekniskt gymnasium (Nils Ericsons Tekniska Gymnasium - NETG), med bland annat den fyraåriga tekniska linjen. I början av 90-talet införlivades gymnasieskolan Arthur Lundqvistskolan i Nils Ericsonsgymnasiet i och med gymnasiereformen 1994, då all gymnasieutbildning blev treårig. Den kompetens och utrustning som tidigare hade använts till utbildningen på det fjärde året lade grunden för teknikinstitutionen på det som idag är Högskolan Väst.